# Ле-Шоте
Ле-Шоте́ (фр. Le Chautay) — коммуна во Франции, находится в регионе Центр. Департамент — Шер. Входит в состав кантона Ла-Герш-сюр-л’Обуа. Округ коммуны — Сент-Аман-Монтрон.
Код INSEE коммуны — 18062.

## География
Коммуна расположена приблизительно в 220 км к югу от Парижа, в 130 км юго-восточнее Орлеана, в 45 км к востоку от Буржа.
По территории коммуны проходит канал Берри и протекает небольшая река Обуа.

## Население
Население коммуны на 2008 год составляло 268 человек.
| 1962 | 1968 | 1975 | 1982 | 1990 | 1999 | 2008 |
| ---- | ---- | ---- | ---- | ---- | ---- | ---- |
| 270  | 310  | 301  | 317  | 278  | 317  | 268  |

## Экономика

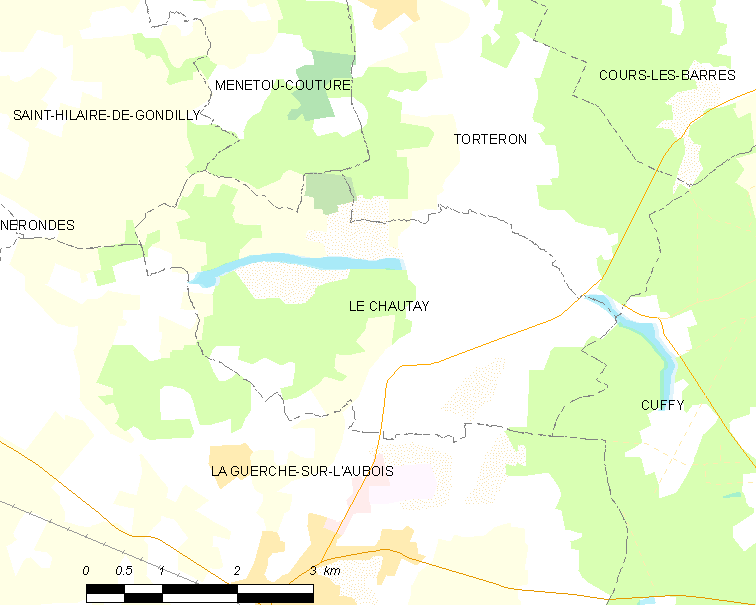
Карта коммуны

В 2007 году среди 180 человек в трудоспособном возрасте (15-64 лет) 140 были экономически активными, 40 — неактивными (показатель активности — 77,8 %, в 1999 году было 72,7 %). Из 140 активных работали 122 человека (66 мужчин и 56 женщин), безработных было 18 (7 мужчин и 11 женщин). Среди 40 неактивных 11 человек были учениками или студентами, 16 — пенсионерами, 13 были неактивными по другим причинам.

## Достопримечательности
- Церковь Сен-Сатюрнен (XII век)
- Водяная мельница